# Felicia Afrăsiloaie
Felicia Afrăsiloaie, född den 16 januari 1954 i Piatra Neamț i Rumänien, är en rumänsk roddare.
Hon tog OS-brons i scullerfyra i samband med de olympiska roddtävlingarna 1976 i Montréal.